# Meet Monica Velour
Meet Monica Velour (bra: Procurando Mônica Velour) é um filme independente de comédia dramática estadunidense de 2010 escrito e dirigido por Keith Bearden.
O filme estreou em 2010 no Festival de Cinema Tribeca.

## Resumo
Um jovem encontra a mulher de seus sonhos (e não é nem um pouco incomodado que ela é uma atriz pornô decadente 30 anos mais velha) neste filme independente de comédia dramática adolescente. Tobe Hulbert (Dustin Ingram) é um jovem de 17 anos graduado do ensino médio, que é a definição de um perdedor, ele é um nerd virgem e socialmente inepto, apaixonado por filmes antigos e jazz da década de 1930, ele vive com seu avô excêntrico (Brian Dennehy), seu melhor amigo, Kenny (Daniel Yelsky), de apenas 12 anos de idade, e ele dirige uma carroça de cachorro-quente com uma salsicha gigante no telhado. Entre suas outras obsessões, Tobe é fascinado com filmes adultos dos anos 1970 e 80, e sua atriz favorita é Monica Velour (Kim Cattrall), que em seu auge foi a estrela mais quente em pornografia. Quando Tobe descobre que há um coletor que vive em Indiana (Keith David), que está disposto a comprar sua carroça por um bom preço e Monica Velour estará se exibindo em um clube de cavalheiros nas proximidades, ele decide que o destino está sorrindo para ele e cai na estrada. No entanto, o "clube de cavalheiros" acaba por ser um mergulho desprezível e que o tempo não foi gentil com Monica; quando vários clientes começam a gritar insultos para ela, Tobe defende sua honra e briga para lhe ajudar. Monica, em gratidão, faz amizade com Tobe e deixa-o ficar no trailer que ela chama de casa; ele começa a imaginar que ele poderia ter uma chance com a mulher dos seus sonhos, mas ao mesmo tempo ela vê Tobe como uma alma gêmea, ela tem coisas maiores para lidar, incluindo uma carreira que está indo a lugar nenhum, uma relação feia com seu ex-marido, e uma batalha controversa para reconquistar a custódia de sua filha.[carece de fontes?]

## Elenco
- Kim Cattrall como Monica Velour
- Dustin Ingram como Tobe
- Brian Dennehy como Pop Pop
- Jee Young Han como Amanda
- Daniel Yelsky como Kenny
- Keith David como Claude
- Sam McMurray como Ronnie
- Tony Cox como Proprietário do Petting Zoo Club